# 小國町 (山形縣)
小國町（日语：／ Oguni machi */?）是位於日本山形縣西南部的町，隸屬於西置賜郡，其面積在縣內的行政區中排名第二。轄區地處越後山脈形成的斷層盆地内，西部的部分地區位於磐梯朝日國公園的範圍內，當地人口則集中在小國站的周圍地區。小國町在古代作為往返新潟縣與米澤的越後米澤街道沿途的宿場町而繁榮，現今當地居民在生活與通勤方面相當依賴西邊新潟縣，就學方面則多依賴米澤市與長井市。

## 地理
小國町境內約94.5%的面積被以山毛櫸為主的山林覆蓋，僅3.7%的面積為平原。北方坐落著以大朝日岳為主的山岳，南方則被以飯豐山為主峰，海拔超過100公尺的山岳包圍，並向東延伸至地藏岳、鍋越山等山。一級河川荒川則流經北部地區並往西流。

### 氣候
根據統計，2011年至2020年小國町的年均溫為10.9℃，年均降雨量則為3051.6毫米。來自日本海的潮濕空氣時常在境內降下地形雨，使當地的日照時間較短。而當地的降雪期則從12月持續至隔年3月。小國町冬季的降雪量相當大，中心地區的積雪深度可達2公尺，山間地帶的聚落積雪深度則能超過4公尺。

## 歷史
小國町在古代被稱為小國鄉，並且以小國本村為中心，向沿著流經境內的河川與連接新潟縣和米澤的越後米澤街道而發展。慶長3年（1598年），米澤藩改由上杉景勝管轄，並在境內設置小國御役屋，而上杉氏則統治小國地區至幕末時期。江戶時代當地作為越後米澤街道沿途的宿場町而開始發展。
明治22年（1889年）日本實施町村制，並在境內設立小國本村、南小國村、北小國村與津川村。昭和17年（1942年）小國本村改制為小國町。昭和29年（1954年）南小國村、北小國村與小國町合併。昭和35年（1960年）津川村與小國町合併，形成現今的小國町。

## 行政
現任町長仁科洋一於2024年7月23日第三次當選。

## 經濟
1938年日本電興株式會社在小國町内設置發電廠和工廠後，當地從事第二級產業的就業人口比例逐漸增高。但2010年後當地的產業結構逐漸偏向以第三級產業為主。而根據日本2020年的國勢調查統計顯示，小國町的就業人口中有8%從事第一級產業，43.6%的就業人口從事第二級產業，其餘的48.3%則從事第三級產業。

## 教育
小國町内原本有9所小學校與6所中學校，但經過合併後僅剩2所小學校與2所中學校。小學校依序為小國町立小國小學校，以及小國町立叶水小學校。中學校則分別是小國町立小國中學校，以及小國町立叶水中學校。

## 交通
國道113號與JR東日本的米坂線皆以東西向穿越城鎮中心，其中米坂線在境內設置羽前沼澤站、伊左領站、羽前松岡站和小國站。